# 真島一男
真島 一男（眞嶋 一男、まじま かずお、1932年（昭和7年）10月28日 - 2001年（平成13年）11月22日）は、日本の政治家、官僚。位階は従四位勲二等、勲章は瑞宝章。参議院議員（通算3期）、通商産業政務次官、建設省大臣官房総務審議官、都市局長を歴任。

## 概要
新潟県長岡市出身。新潟県立長岡工業高等学校卒業。中央大学法学部卒業後、一橋大学大学院法学研究科の田上穰治ゼミで学ぶ。旧司法試験合格。大学院修了後、1960年、建設省に入省。経済企画庁総合計画局計画官、近畿地方建設局総務部長、道路局路政課長、道路局道路総務課長、大臣官房文書課長、大臣官房審議官、都市局長、大臣官房総務審議官などを歴任。1990年、国際花と緑の博覧会の大会実行委員長を務めた。
1990年の参議院新潟県選挙区補欠選挙に自由民主党から立候補し初当選。1992年の第16回参議院議員通常選挙で再選、通商産業政務次官、外務委員会、農林水産委員会委員長、自民党新潟県支部連合会顧問、社団法人新潟県サッカー協会会長、アルビレックス新潟後援会会長などを歴任した。1998年の第18回参議院議員通常選挙で落選。
2001年7月の第19回参議院議員通常選挙で再選したが、約4か月後の同年11月22日、心不全のため、新潟県長岡市の長岡赤十字病院で死去した。69歳没。死没日付をもって従四位勲二等に叙され、瑞宝章を追贈された。哀悼演説は翌2002年1月21日、参議院本会議で北澤俊美により行われた。

## 人物
- 竹下派所属であった。妻も竹下登夫人の主催する、竹下茶話会のメンバーであった[要出典]。
- 選挙の際は「真島」を用いていたが、通常執務では「眞嶋」を用いていた。
- タレントのはさみ家紙太郎は、真島の甥である[要出典]。

## 著作

### 著書
- 『地方公務員のための防災の知識』帝国地方行政学会, 1972
- 『裁判からみた百大事件の結末』ぎょうせい, 1991.3
- 『心に響く今日の名言』ぎょうせい, 1998.2
- 『ITS革命』ぎょうせい, 2000.9
- 『2025年のわがまち』（伊藤滋と共著）ぎょうせい, 2001.6

### 訳書
- ベンジャミン・フランクリン他著『プーア・リチャードの暦』,ぎょうせい, 1996.9（日本図書館協会選定図書）